# 1903 en photographie
| Années de la photographie : 1900 - 1901 - 1902 - 1903 - 1904 - 1905 - 1906    |
| Décennies de la photographie : 1870 - 1880 - 1890 - 1900 - 1910 - 1920 - 1930 |

Cet article présente les faits marquants de l'année 1903 en photographie.

## Événements
- janvier : 

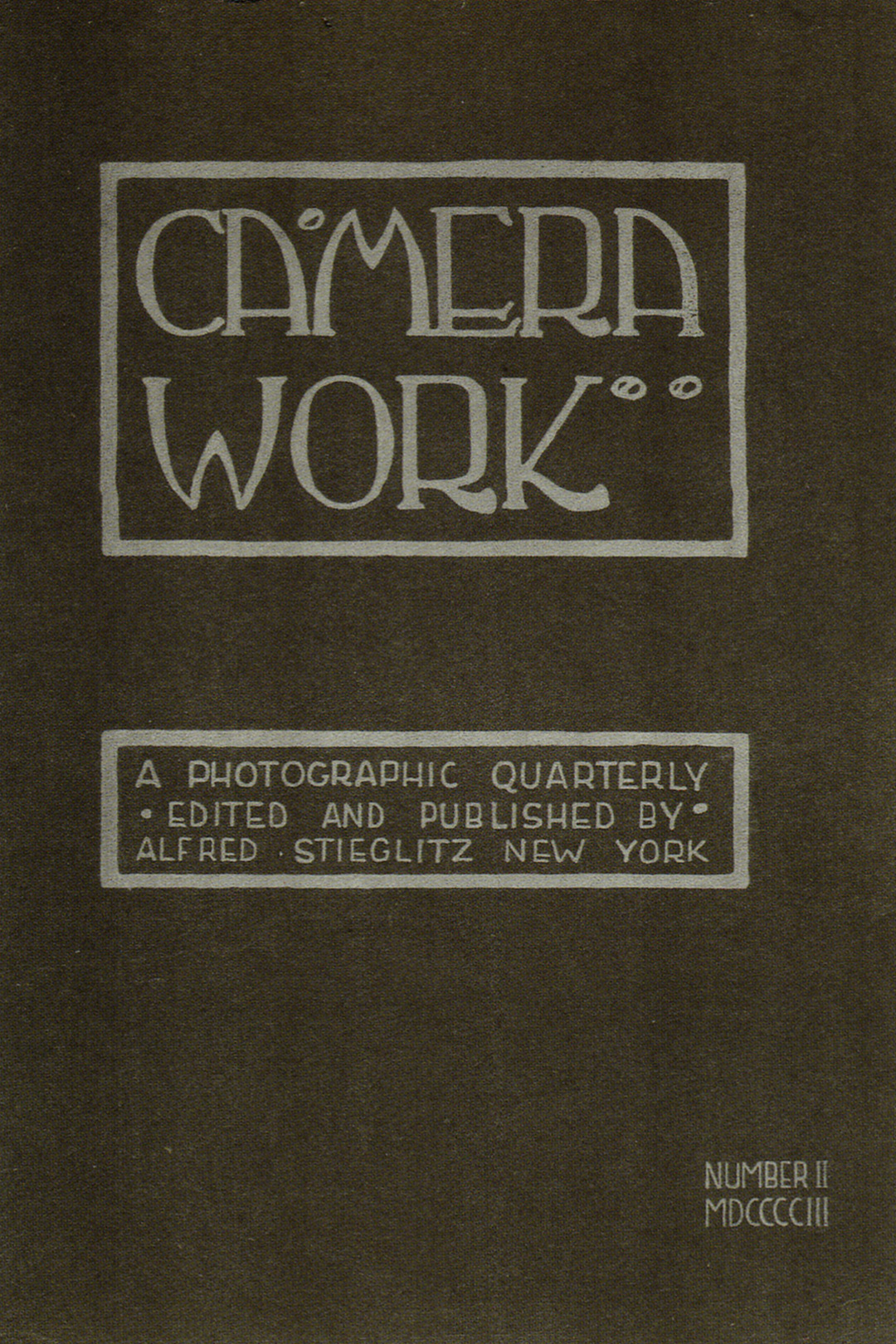
Couverture du no 2 de la revue Camera Work, avril 1903.

  - création à New York de la revue trimestrielle Camera Work par Alfred Stieglitz avec le groupe de Photo-Secession.
  - création à Paris de la revue mensuelle La Revue de photographie par le Photo-club de Paris (elle prend la suite du du Bulletin du Photo-Club de Paris) ; elle paraît jusqu'en 1908 (En ligne sur Gallica)[1].
- 17 décembre : brevet de l'autochrome, premier procédé de photographie en couleur, déposé par les frères Auguste et Louis Lumière.
- Construction à Belgrade du premier atelier photographique pour Milan Jovanović, photographe de cour, sur les plans de l'architecte Milan Antonović.
- Paul Jeantet succède à Émile Roux à la tête du Laboratoire de photomicrographie de l'Institut Pasteur à Paris.

## Photographies notables
- Photographies de la course automobile Paris-Madrid du 24 mai, interrompue en raison du grand nombre d'accidents, dont l'un coûte la vie au pilote Marcel Renault ; la photographie de la voiture pilotée par Marcel Renault avec son mécanicien René Vauthier roulant à pleine allure quelques kilomètres avant l'accident aurait été prise avec une jumelle Sigriste[2].

## Livres illustrés de photographies

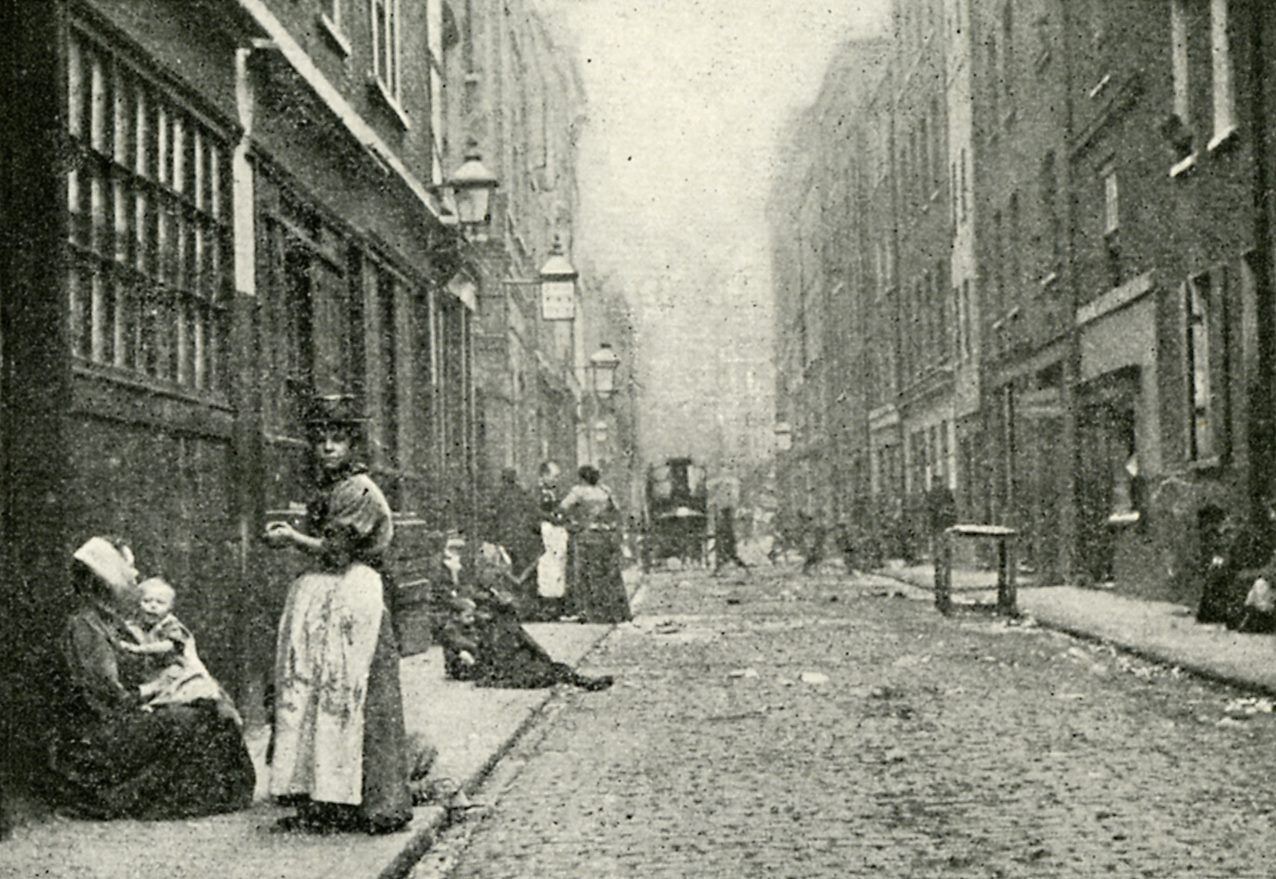
Dorset Street de Londres dans quartier de Whitechapel, photographié en 1902 pour Le Peuple de l'abîme.

- Jack London, Le Peuple de l'abîme (The People of the Abyss), New York, Macmillan Publishers : ouvrage sur la vie dans les quartiers pauvres de l'East End de Londres[3],[4]. Les éditions suivantes ne reprendront pas les photographies qui ne réapparaîtront qu'à partir de l'édition de 1980[5].

## Études, essais, articles

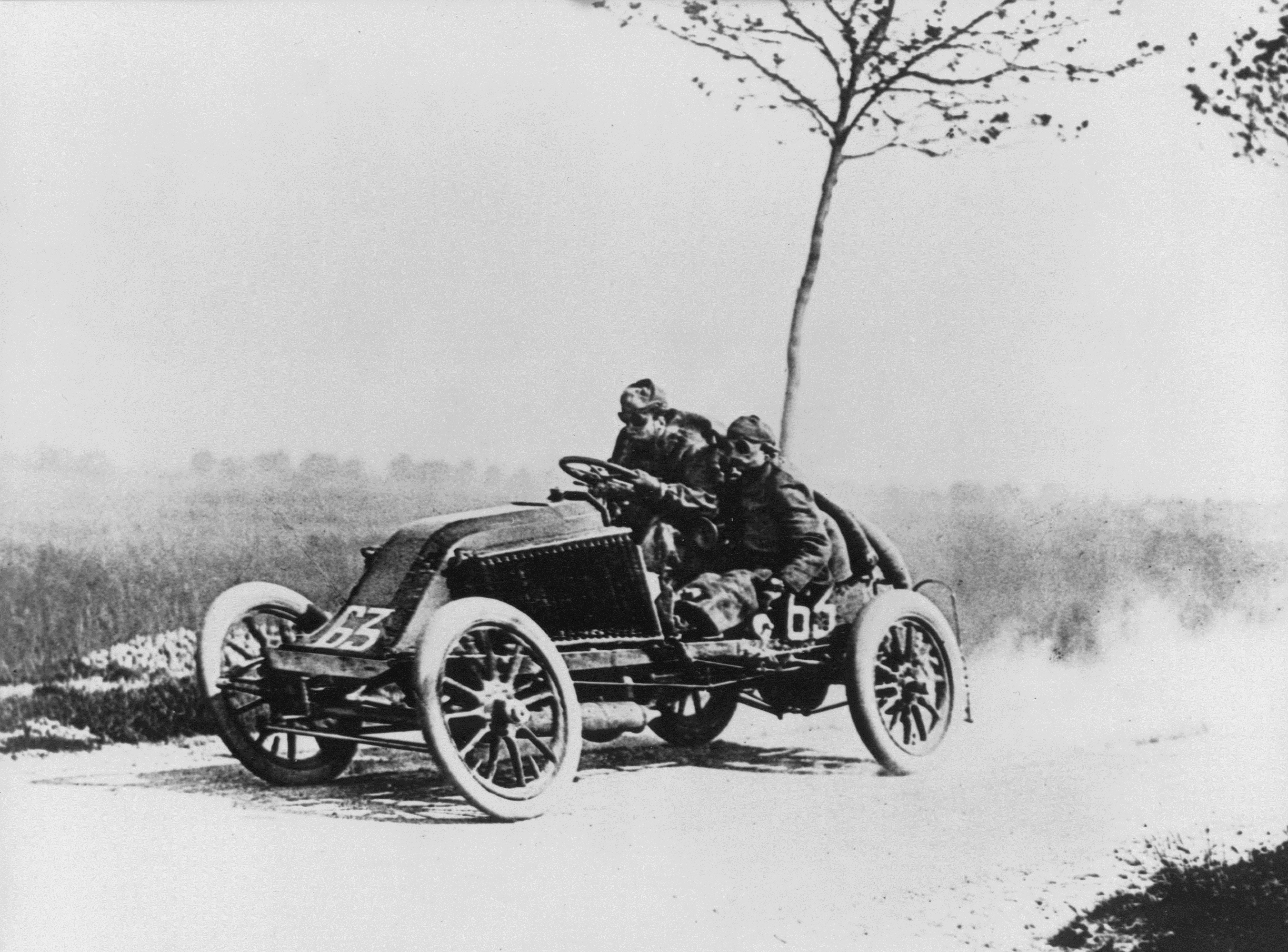
La voiture de Marcel Renault et de son mécanicien René Vauthier le 24 mai 1903 lors de course automobile Paris-Madrid quelques kilomètres avant l'accident.

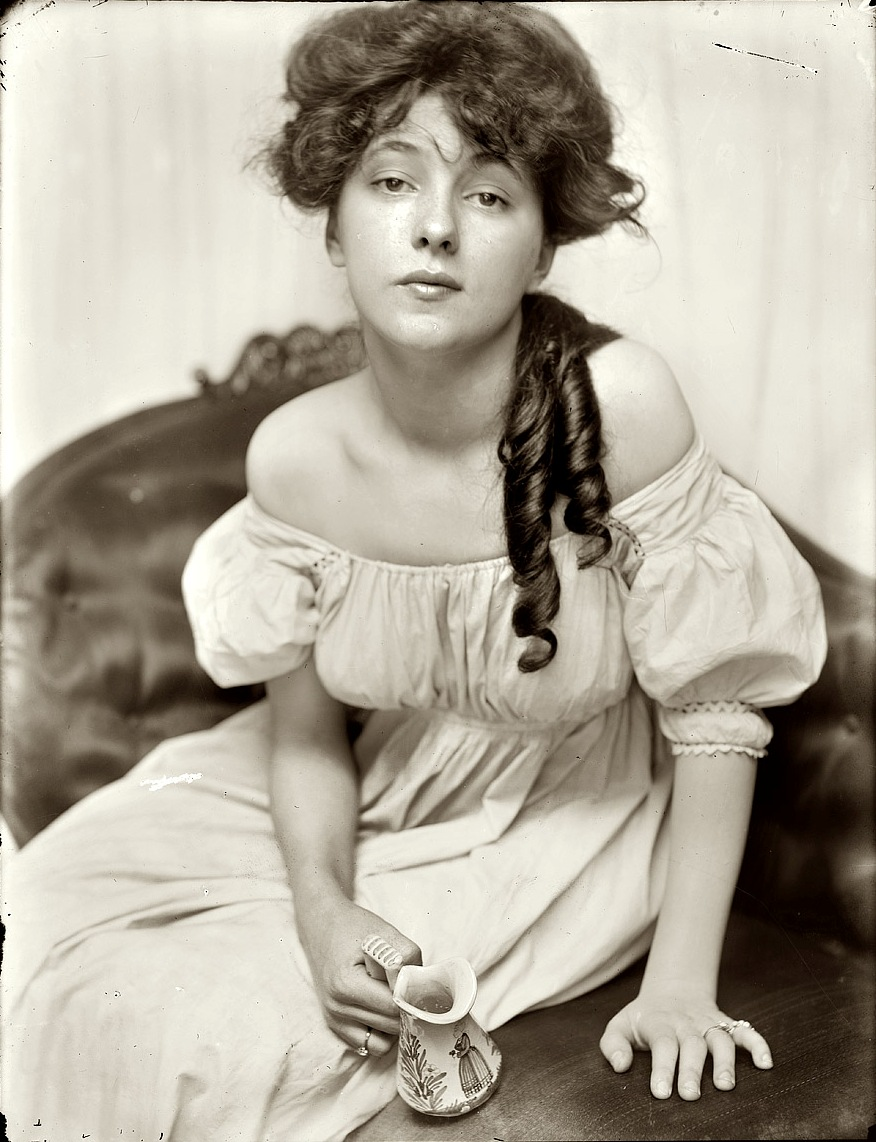
Gertrude Käsebier, Portrait d'Evelyn Nesbit, 1903.

- Frédéric Dillaye, « Le nu en photographie », Les nouveautés photographiques,‎ 1903, p. 98-107 (lire en ligne).
- Le spéléologue français Édouard-Alfred Martel publie La Photographie souterraine, Paris, Gauthier-Villars, coll. « Bibliothèque photographique », 70 p. et 16 photographies (lire en ligne).
- Rodolphe Archibald Reiss, La photographie judiciaire, Paris, Charles Mendel, III-232 p. (lire en ligne).

## Festivals et congrès photographiques
- Congrès de l'Union internationale de photographie à Lausanne, organisé par Rodolphe Archibald Reiss, rédacteur en chef de la Revue suisse de photographie.
- Congrès de l'Union nationale des sociétés photographiques de France au Havre.

## Prix et récompenses
- Médaille du progrès de la Royal Photographic Society : Frederic Eugene Ives.

## Naissances
- 12 janvier : Kanbei Hanaya, photographe japonais, mort le 15 mai 1991.
- 13 janvier : Ruth Harriet Louise, photographe américaine, morte le 12 octobre 1940.
- 21 janvier : 
  - Karel Egermeier, photographe français d'origine tchèque, mort le 30 juin 1991.
  - Émile Savitry, photographe français, mort le 30 octobre 1967.
- 11 février : Annelise Kretschmer, photographe allemande, morte le 13 août 1987.
- 12 février : Albert Detaille, photographe et éditeur français,actif à Marseille, mort le 6 novembre 1996.
- 2 mars : Boris Orel, ethnologue et photographe slovène, mort le 5 février 1962.
- 10 mars : Gaston Paris, photographe et photo-journaliste français, mort le 26 mai 1965.
- 16 mars : Harry Croner, photographe allemand, mort le 27 septembre 1992.
- 6 avril : Harold Edgerton, photographe américain, mort le 4 janvier 1990.
- 2 juin : André Louis Guillaume, architecte français, photographe, affecté de 1945 à 1948 au service photographique dépendant du ministère de la Reconstruction et de l'Urbanisme (MRU), mort le 27 avril 1982.
- 4 juillet : Rudolf Breslauer, photographe et cameraman allemand, mort le 28 février 1945.
- 21 juillet : Russell Lee, photographe et photojournaliste américain, mort le 28 août 1986.
- 25 juillet : Wanda Wulz, photographe italienne, morte le 16 avril 1984.
- 26 juillet : 
  - Hélène Adant, photographe française d'origine russe, morte le 15 février 1985.
  - Louis Balsan, archéologue, spéléologue et photographe français, mort le 8 avril 1988.
- 20 septembre : Gertrud Arndt, photographe et artiste textile allemande influencée par le style Bauhaus, morte le 10 juillet 2000.
- 7 octobre : Herbert List, photographe allemand, mort le 4 avril 1975.
- 14 octobre : Ina Bandy, photographe estonienne naturalisée française, morte le 18 février 1973.
- 15 octobre : Otto Bettmann, fondateur de la Bettmann Archive, collection de photographies historiques du XXe siècle aux États-Unis, mort le 3 mai 1998.
- 3 novembre : Walker Evans, photographe américain, mort le 10 avril 1975.
- 7 novembre : Aleksandr Brodsky, photographe et photojournaliste russe, mort le 29 avril 1984.
- 9 novembre : Eugène Henri Cordier, photographe, dessinateur et illustrateur français, mort le 27 septembre 2001.
- 4 décembre : Aaron Siskind, photographe américain, mort le 8 février 2001.
- 15 décembre : Nakaji Yasui, photographe japonais, mort le 15 mars 1942.
- Date précise non renseignée ou inconnue :
  - Fujio Matsugi, photographe japonais, mort en 1984.
  - Isshū Nagata, photographe japonais, mort en 1988.
  - Gueorgui Petroussov, photographe russe et soviétique,  mort en 1971.
  - Tsugio Tajima, photographe japonais, mort en 2002.

## Décès
- 11 janvier : Albert Witz, photographe français, né le 15 mai 1840.
- 12 février : Ichiki Shirō, photographe japonais, né le 29 janvier 1828.
- 23 mars : Maurits Verveer, peintre et photographe néerlandais, né le 7 mai 1817.
- 2 juin : Andrew Ainslie Common, astronome britannique connu pour ses travaux en astrophotographie, né le 7 août 1841.
- 23 juin : Edward Livingston Wilson (en), photographe américain, éditeur de revues de photographie, né le 4 mai 1838.
- 11 juillet : Fitz W. Guerin, photographe américain, né le 17 mars 1846.
- 30 août : Ben Wittick, photographe américain, connu pour ses photographies de la frontière américaine et des Amérindiens, né le 1er janvier 1845.
- 11 décembre : Heinrich Tønnies, photographe danois d'origine allemande, né le 10 mai 1825.
- 27 décembre : Georges Penabert, photographe français, né le 23 avril 1825.
- Date précise inconnue ou non renseignée :
  - Wilhelm Benque, photographe français d'origine allemande, né le 12 juin 1843.
  - Pietro Marubi, photographe albanais, né en 1834.

## Célébrations
Centenaire de naissance
- Sofia Ahlbom
- Hermann Biow
- Frederick Coombs
- Charlotte Gelot Sandoz
- Joseph-Rose Lemercier
- Jacques-Joseph Maquart